# Chiesa di Sant'Antonio Abate (Milano)
La chiesa di Sant'Antonio Abate a Milano è situata tra il Duomo e l'Università statale. Il monumento attuale è una riedificazione del periodo manierista (1582) (del cui stile costituisce una sorta di "museo milanese"), come nuova sede milanese di Chierici regolari Teatini.

## Storia

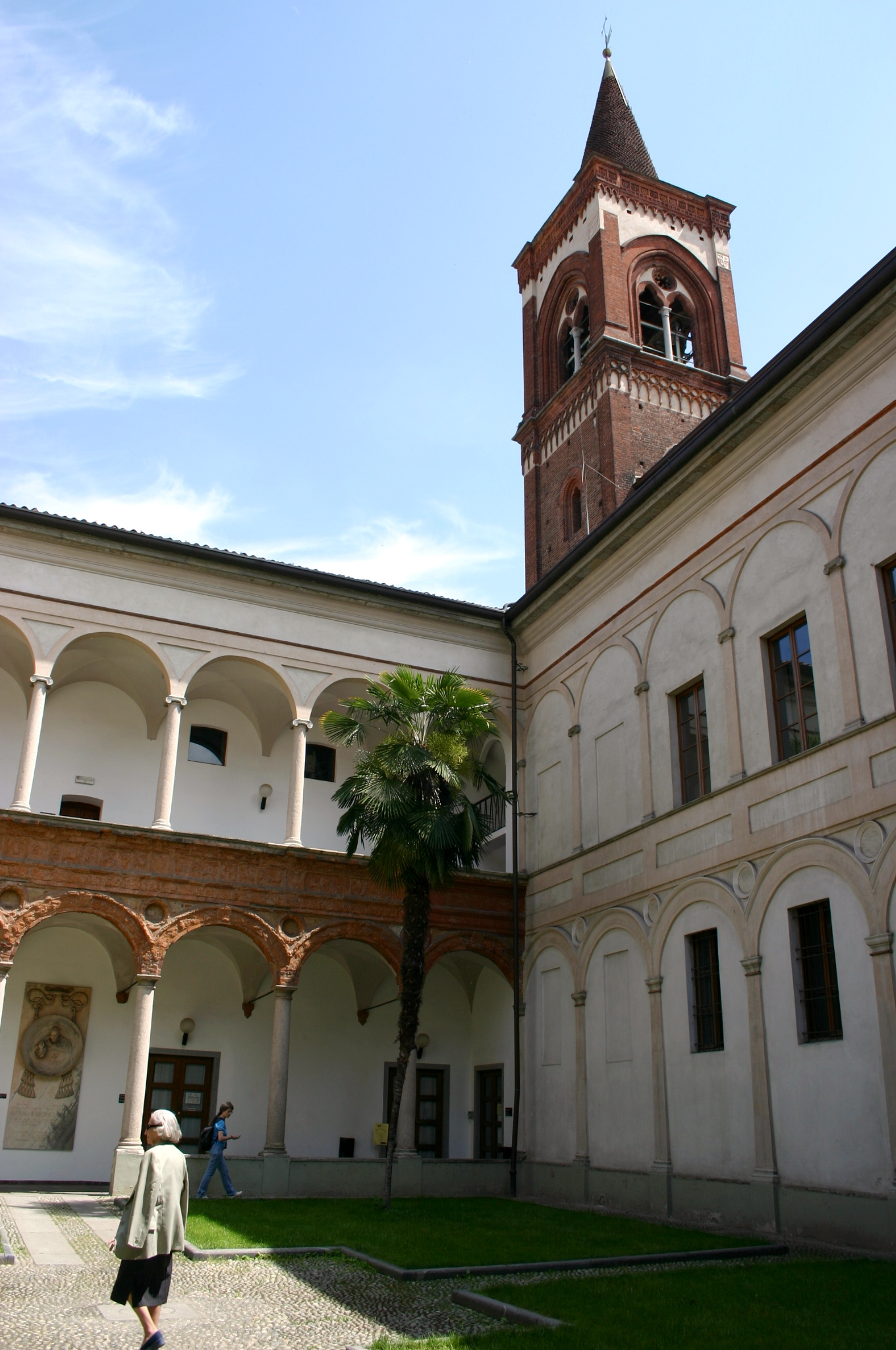
Il campanile e il chiostro

La prima costruzione della chiesa, secondo le testimonianze sorta su un tempio risalente al IV sec, risale al XIII secolo, ed ha dato poi il nome alla contrada in epoche successive. Il complesso venne edificato dopo il 1272 dai Canonici regolari di Sant'Antonio di Vienne, che vi si dedicavano a curare gli ammalati di fuoco sacro. Quando però Francesco Sforza decise di riunire tutti gli ospedali nella "Ca' Granda" (l'Ospedale Maggiore progettato dal Filarete), il convento perse la sua funzione e fu dato come commenda alla potente famiglia dei Trivulzio, che la conservò dal 1452 sino alla seconda metà del Cinquecento.
Si ipotizza che appartengano a questo periodo il bel campanile quattrocentesco, restaurato da Luca Beltrami, ed il primo chiostro in cotto, dei primi anni del XVI secolo.
A partire dal 1565 l'azione del vescovo Carlo Borromeo fece di Milano uno dei centri principali della Controriforma: per il complesso di Sant'Antonio Abate ebbe inizio un nuovo periodo quando, nel 1577, esso fu affidato all'ordine dei Chierici regolari Teatini.
I Teatini sistemarono i chiostri e diedero l'incarico a Dionigi Campazzo, uno degli architetti della Ca' Granda, di ricostruire la chiesa secondo la tipologia controriformistica: la pianta è a croce latina con una sola navata, tre cappelle laterali per lato, un breve transetto, volta a botte ed un profondo coro a pianta rettangolare. L'opera venne conclusa nel 1584 (alcuni tendono tradizionalmente ad attribuire il processo al Richini).
La decorazione pittorica si sarebbe sviluppata negli anni successivi seguendo le tendenze controriformistiche e le richieste dei Teatini attraverso i temi iconografici della esaltazione della Croce e dei santi dell'ordine.
La decorazione ebbe inizio, a fine Cinquecento, dalla cappella delle reliquie, nel transetto di sinistra, di cui erano patroni i Trivulzio, dove ai resti sacri già posseduti dalla chiesa si aggiunse un frammento della Santa Croce portatavi dai Teatini. I Reliquiari si trovano dietro la tela sull'altare, copia da Palma il Giovane del Cristo che porta la Croce.
Una seconda campagna decorativa ebbe inizio nel terzo decennio del Seicento: rimaneva da decorare la volta della navata, per la quale fu scelto il tema, caro ai Teatini, delle Storie della Vera Croce, coerente anche con l'importante reliquia conservata nella chiesa: gli affreschi, eseguiti tra il 1631 ed i 1632, durante l'infuriare di un'epidemia di peste, furono eseguiti dai fratelli Giovanni Carlone e Giovanni Battista Carlone.
Anche gli affreschi dell'archivolto della cappella del transetto destro sono posteriori al 1630: vi si trova rappresentata la figura, fortemente scorciata dal basso, del Cristo in gloria tra angeli di Tanzio da Varallo.
Nel 1635 il giovane Francesco Cairo dipinse per la seconda cappella a sinistra lo Svenimento di Sant'Andrea Avellino, altra figura fondamentale per l'ordine ed il monastero milanese.
Il 17 gennaio 1773 in questa chiesa Wolfgang Amadeus Mozart diresse la prima esecuzione del mottetto Exsultate, Jubilate. il 17 gennaio 2023, esattamente 250 anni dopo, nella stessa chiesa, il maestro Giulio Prandi, alla direzione del coro ed orchestra del Collegio Ghislieri, diresse l'esecuzione commemorativa dello stesso mottetto.
Nella piazzetta davanti alla chiesa, anticamente si trovava (sino alla metà degli anni settanta del Settecento) una colonna con un tabernacolo di stile gotico, attribuita a Jacopino da Tradate. L'opera scultorea, alla caduta in disuso dell'ospedale ed al termine del ruolo dei frati locali, venne acquistata dalla famiglia Belgioioso, che la fecero rimontare nel loro castello. Nel 1899 passò al Castello Sforzesco.
La chiesa e il complesso sono stati dichiarati recentemente monumento nazionale.

## Descrizione

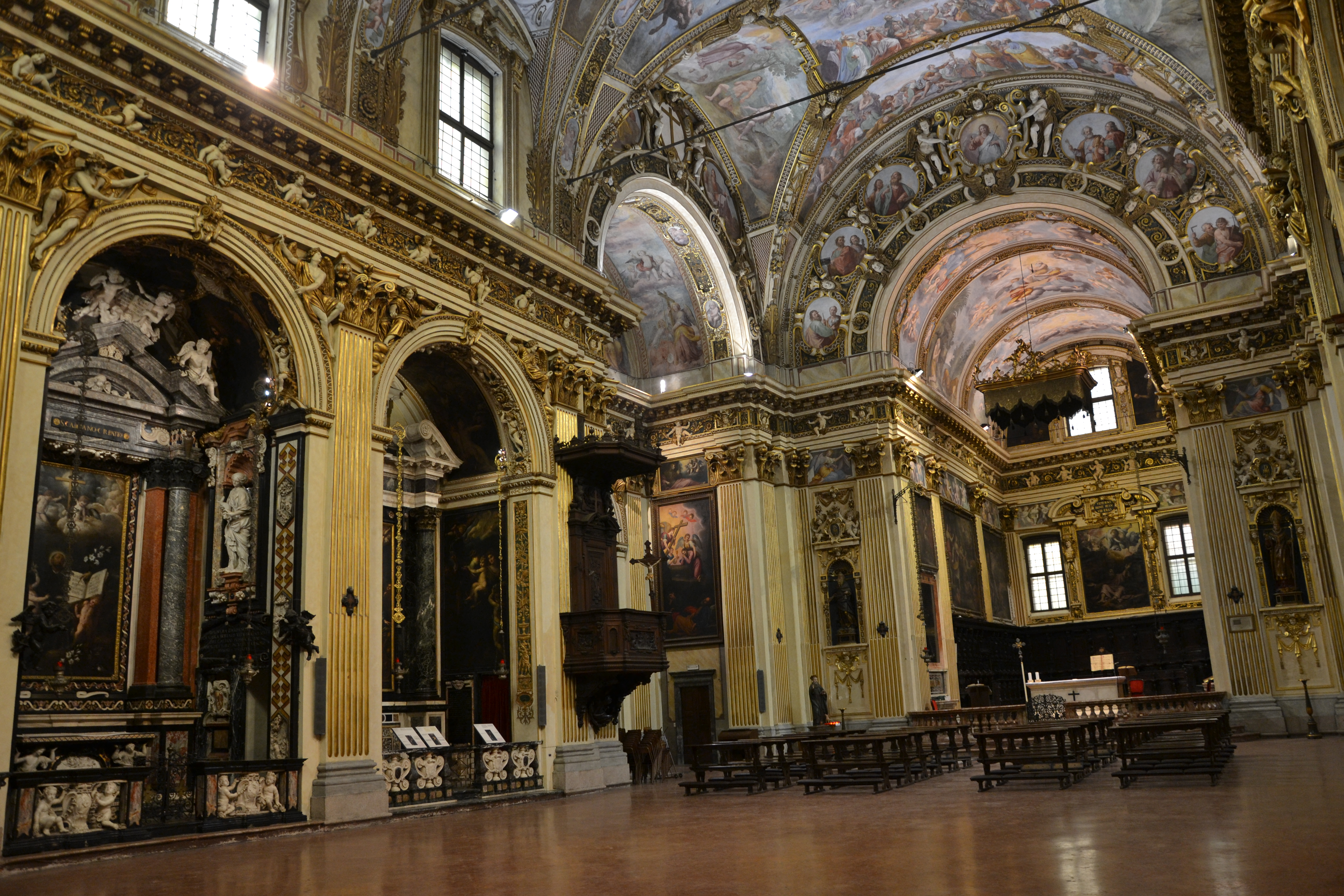
L'interno

### Esterno
La facciata della chiesa è un'opera incompiuta di Giacomo Tazzini (1832), e venne eseguita grazie alla munificenza del famoso chirurgo Palletta dell'Ospedale Maggiore del capoluogo milanese. Allo stesso modo rimase incompiuto anche un oratorio attiguo alla chiesa che non venne mai consacrato ed oggi è adibito ad uso dell'Università degli Studi.
La facciata è a capanna, composta da due ordini sovrapposti suddivisi da un alto cornicione idealmente sorretto da lesene ioniche. Nell'ordine inferiore, ai lati del portale, si trovano quattro nicchie, due per lato, contenenti le statue raffiguranti, da sinistra, i santi Gaetano da Thiene, Nicolao, Antonio Abate e Andrea Avellino. Nell'ordine superiore, si apre una grande finestra a lunetta.

### Convento e chiostri
A sinistra dell'ingresso della chiesa si trova l'ex convento dei Teatini, con un chiostro del XVI secolo con un doppio loggiato su colonne di stile tuscanico e ionico, che ospita oggi l'Azione Cattolica milanese (Casa del cardinal Ildefonso Schuster). Il chiostro è nelle forme del rinascimento lombardo, di ispirazione bramantesca. Riprende infatti, nelle arcate a tutto sesto sostenute da colonne in pietra e rivestite in cotto, i modelli di fine Quattrocento del convento di Santa Maria delle Grazie e dei Chiostri di Sant'Ambrogio. Ad eccezione del lato addossato alla chiesa, dove le arcate sono semplicemente simulate a rilievo nell'intonaco, gli altri lati mostrano ancora ampi brani della decorazione originale cinquecentesca, che utilizza nell'ornamentazione motivi rinascimentali classici quali grifoni, teste di giovani alternate a teste barbute, scudi a testa di cavallo, festoni a foglie d'acanto. Il secondo chiostro è stato coperto nel dopoguerra, trasformandolo in un'aula.

### Torre campanaria
La torre campanaria è l'unico elemento del complesso risalente al periodo gotico, appartenendo alla struttura originaria del convento degli antoniani. I restauri ottocenteschi ne hanno risaltato le eleganti decorazioni in cotto ad arcatelle che sottolineano le suddivisioni dei piani, e le bifore trilobate della cella campanaria. La copertura conica riprende la tradizione dei campanili milanesi del periodo.

### Interno
L'interno della chiesa è a croce latina, con navata unica avente tre cappelle per lato, con transetto poco profondo ed abside a pianta rettangolare.

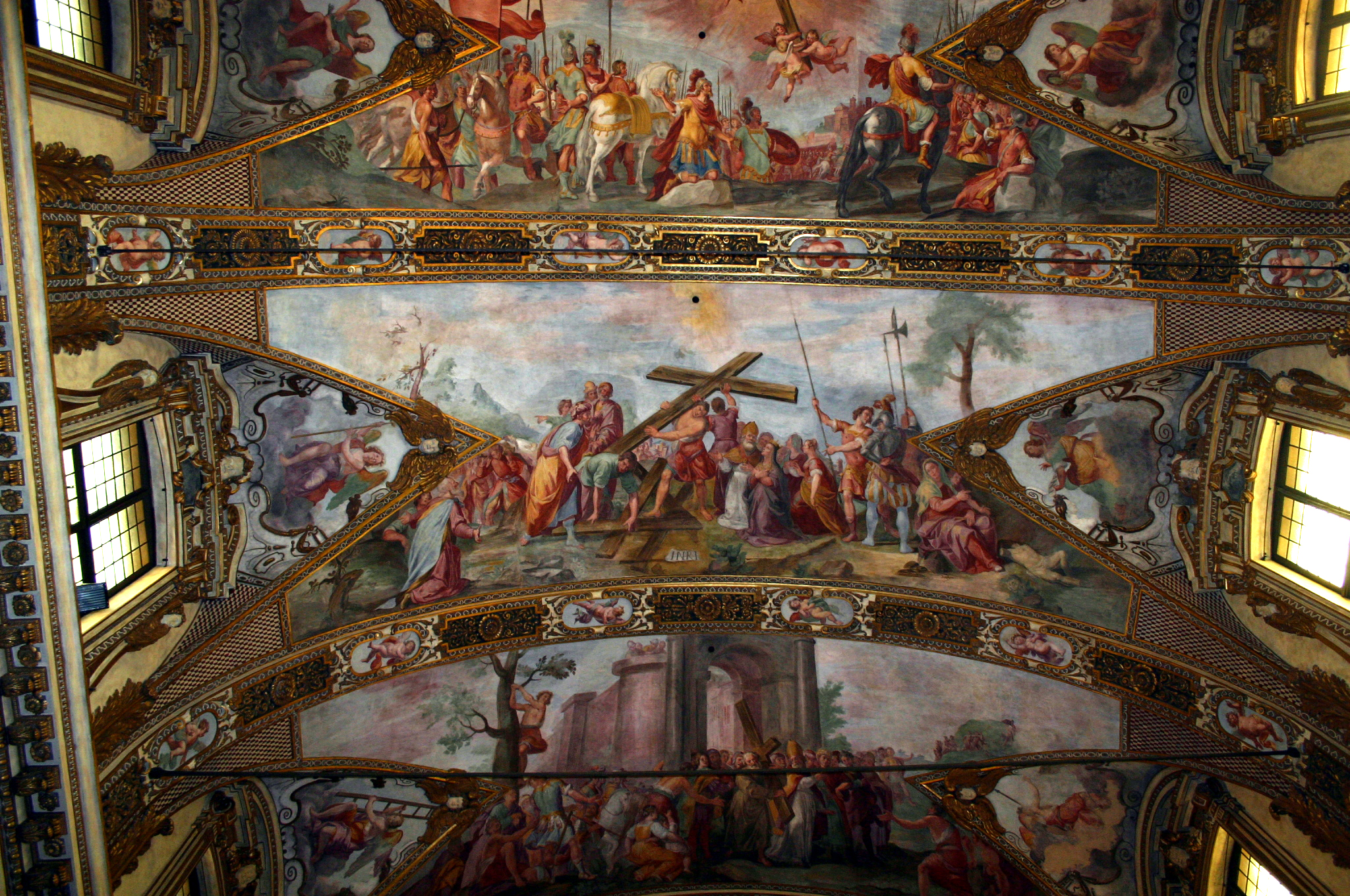
Particolare della volta

Gli affreschi delle volte della navata e del transetto sono opera di Giovanni Carlone e Giovanni Battista Carlone e furono realizzati nel 1631. Essi raffigurano: sulla volta della navata, La Croce appare a Costantino, La Prova della vera Croce, Eraclio riporta la Croce a Gerusalemme; sulla volta del transetto, spazi intermedi, affreschi: Trionfo della Croce, Il Serpente di bronzo, Sacrificio di Isacco, Progenitori nel Paradiso terrestre, Passaggio del Mar Rosso (in collaborazione col fratello minore Giovanni Battista Carlone).

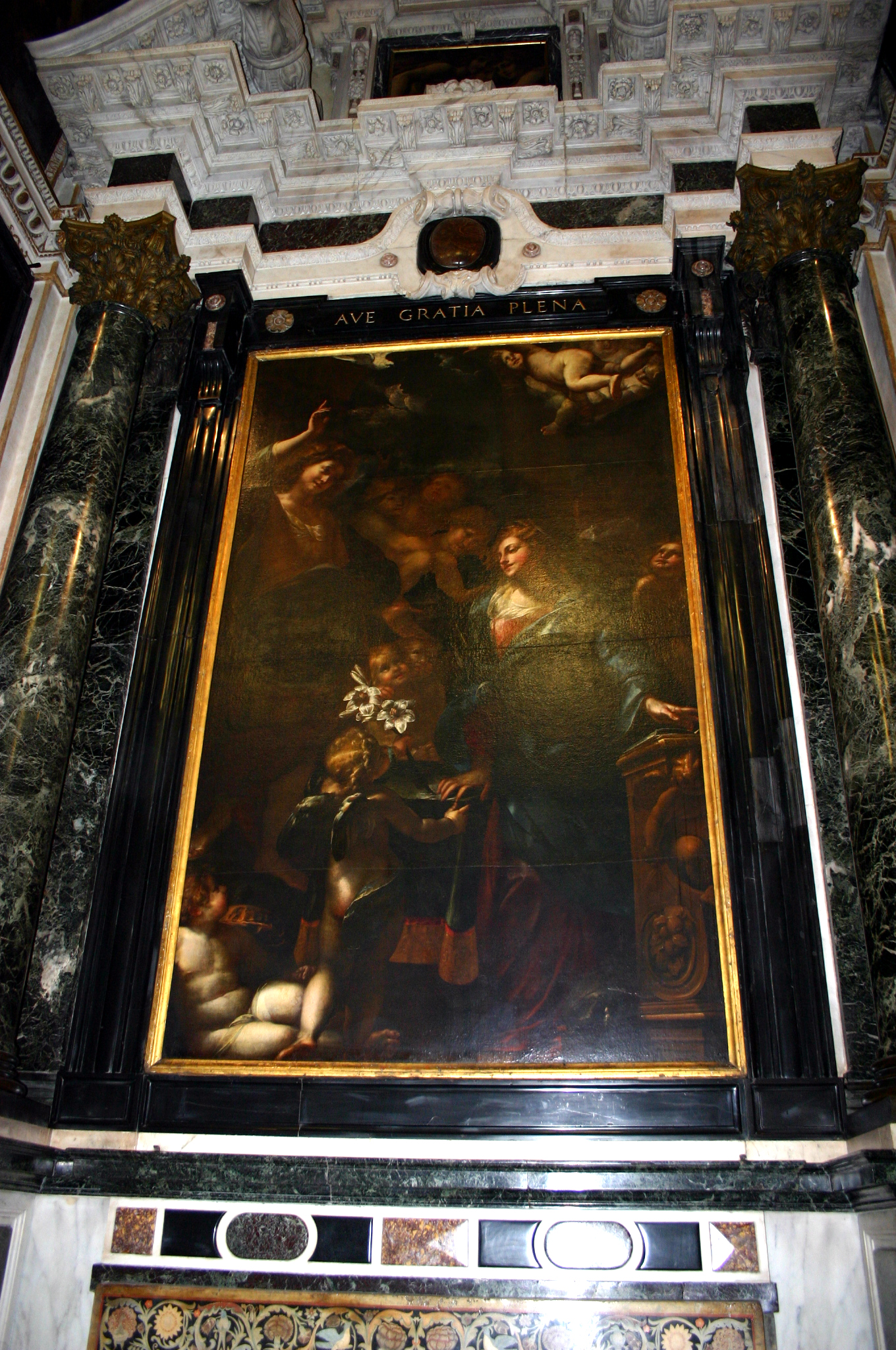
Gulio Cesare Procaccini, Annunciazione, cappella Acerbi

#### Cappella Acerbi, o dell'Annunciata
La cappella dell'Annunciata (seconda sulla parete sinistra) custodisce i dipinti di Giulio Cesare Procaccini, raffiguranti l'Annunciazione (sull'altare), la Visitazione, a sinistra, la Fuga in Egitto, a destra, Angeli, sopra la pala e l'Eterno in gloria, nell'arcone, considerati fra i massimi capolavori del barocco milanese.
La decorazione della cappella fu commissionata dal senatore Ludovico Acerbi nel 1609 in onore del fratello Borso che vi fu sepolto all'interno. L'Acerbi ottenne dai Padri Teatini il permesso di utilizzare la cappella come mausoleo, impegnandosi decorarla interamente, facendo realizzare l'altare, le balaustre, gli stucchi e tutte le opere di pittura e scultura. Le tele furono commissionate a Giulio Cesare Procaccini, impegnato in quegli anni nelle maggiori commissioni artistiche della città. I dipinti furono considerati uno dei capolavori più riusciti dell'artista già dai contemporanei. Così le descriveva il Torre nel suo "Ritratto di Milano" del 1674:
(Carlo Torre, Il Ritratto di Milano diviso in tre libri, Milano, 1674)
La tela con la Visitazione mostra, con toni teneri e domestici, il caloroso abbraccio fra la cugina Elisabetta e la Vergine. Contrariamente alla tradizione, viene incluso nella scena anche l'anziano San Giuseppe, chino a raccogliere il cesto di frutta che Maria porta in dono alla cugina. La figura di Giuseppe contribuisce a rendere più famigliare l'incontro rappresentato.
È inconsueta anche l'iconografia della Fuga in Egitto rappresentata di fronte. Qui è raffigurata una figura femminile che indica la strada da percorrere a Maria, che reca in braccio Gesù, ritratto con notevole grazia e delicatezza di toni. Completano la scena Giuseppe e un fanciullo che offre un cesto di frutti. Di stampo tradizionale è la composizione dell'Annunciazione, dove la Vergine, intenta alla lettura del libro sul leggio raffigurato a destra, si inginocchia di fronte all'Angelo annunciante che indica la colomba che giunge dal cielo. Il consueto giglio, simbolo di verginità, è portato da un angioletto raffigurato di spalle.
La concezione delle tre opere è fortemente unitaria, come si può vedere dall'uniformità dello stile e dei toni, così come dalle corrispondenze delle composizioni. Peculiare di tutto il ciclo pittorico è la ricercatezza degli effetti luministici, caratteristici della fase matura di Procaccini, così come la grazia e l’eleganza delle figure, che ricordano le ascendenze emiliane di Correggio e Parmigianino. Questi rimandi alla scuola emiliana vengono fusi, secondo i critici, con le più aggiornate citazioni del barocco genovese e di Rubens, dando luogo ai raffinatissimi effetti cromatici e alla guizzante posa delle figure.

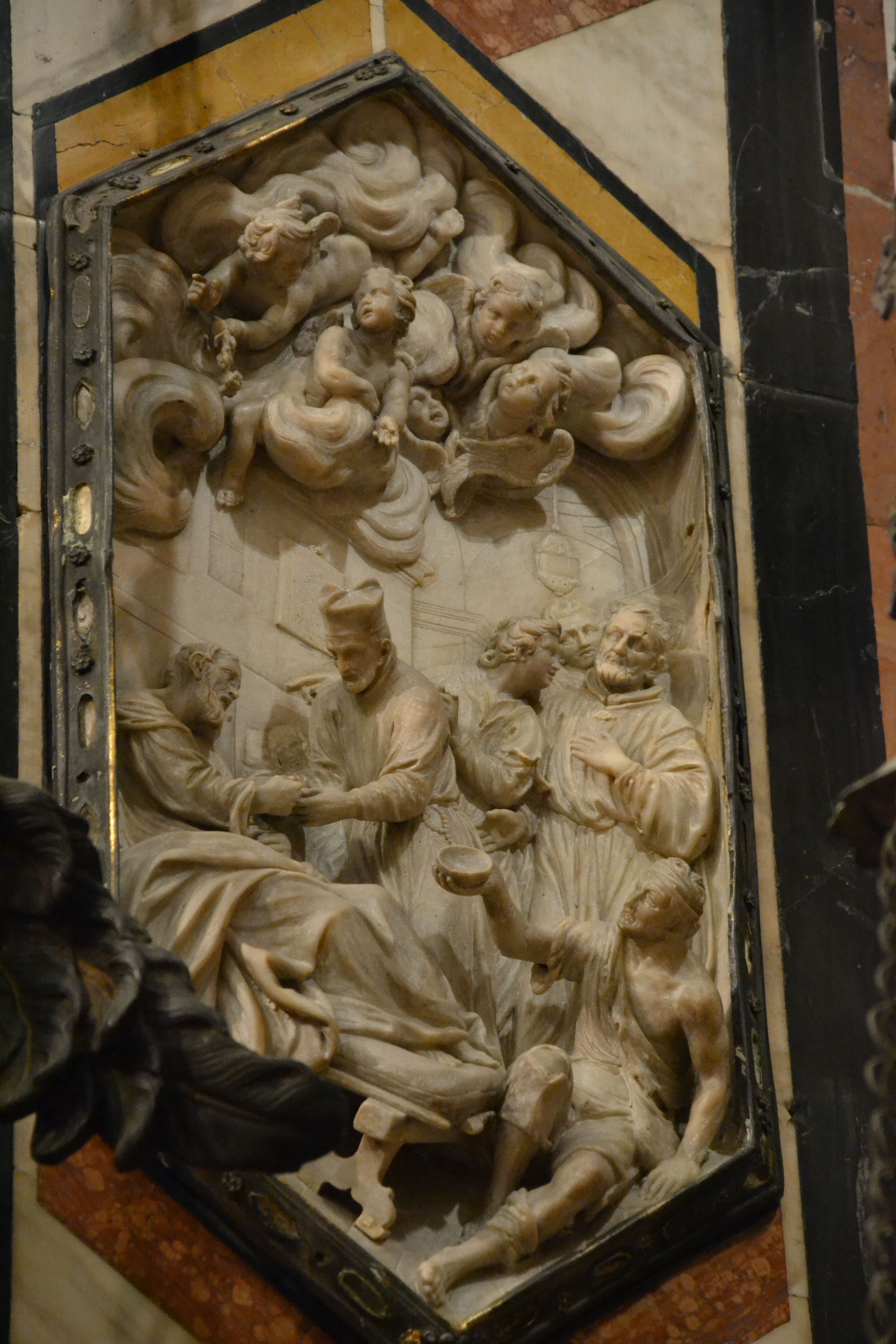
Episodi della vita di san Gaetano di Giuseppe Rusnati

#### Cappella di san Gaetano
La prima cappella di sinistra è dedicata a san Gaetano da Thiene, fondatore dell'ordine dei teatini un tempo titolari del convento. La pala centrale fu dipinta da Giovan Battista Crespi detto il Cerano nel 1610. Di tipico gusto barocco, mostra il santo inginocchiato in contemplazione della croce, contorniato da putti gioiosi. In basso a destra sono rappresentati, con precisione naturalistica, gigli di campo e un uccello, a raffigurare il versetto citato nel libro aperto che tiene san gaetano:
(Matteo, 6, 26 - 30)
La cappella fu decorata negli anni settanta del Seicento, grazie ad un lascito della nobildonna Dardanona Rho, ricordata sulla lapide a sinistra, con le vivaci sculture barocche di Giuseppe Rusnati in bianco marmo di carrara. Sono di sua mano i putti che ornano il timpano della cappella e la balaustra marmorea, le due statue a figura intera della Fede e della Provvidenza, le formelle a losanga con Episodi della vita del santo ed il paliotto d'altare con il trapasso di san Gaetano. I bassorilievi mostrano scene movimentate e animate una notevole verve compositiva, contemporaneamente ad una resa minuziosa dei particolari che testimoniano uno spiccato gusto aneddotico.

#### Cappella dell'Ascensione
Agli inizi del Seicento Giovan Battista Trotti, detto Il Malosso, lavorava all'Ascensione per l'altare della cappella del transetto destro. Alle pareti della stessa cappella troviamo la splendida Resurrezione di G. B. Crespi, Il Cerano, e la Venuta dello Spirito Santo del Vajani. Sulle pareti del transetto si fronteggiano l'Adorazione dei Magi del Morazzone e l'Adorazione dei Pastori di Ludovico Carracci, che mostra, nell'uso della luce, l'influenza della pala d'altare con lo stesso soggetto (detta anche la Notte) eseguita dal Correggio. Appartengono ancora al primo decennio del secolo gli affreschi della volta del Coro, con Storie di Sant'Antonio Abate di Guglielmo Caccia detto il Moncalvo.

#### Cappella dell'Immacolata
La cappella presenta un sontuoso altare ornato da colonne in marmo policromo, e da un prezioso tabernacolo in pietre dure. Come la cappella di san Gaetano, ospita capolavori di statuaria barocca del Rusnati: sull'altare, la Madonna con bambino che calpestano il demonio, e sotto la mensa, il Cristo morto sorretto da angeli. Entrambe le opere mostrano con evidenza i virtuosismi caratteristici della scuola romana presso la quale il Rusnati si era formato, ed in particolare di Bernini. Di particolare ricercatezza sono il dinamismo del gruppo della Vergine col bambino, dai panneggi gonfi e vaporosi, e la resa morbida e naturalistica delle membra del Cristo.
Nelle restanti cappelle si trovano opere dei più importanti artisti milanesi dei primi anni del Seicento, alcuni dei quali impegnati negli stessi anni nei due cicli dei Quadroni di San Carlo per il Duomo.
Nella seconda cappella a sinistra troviamo l'Estasi del Beato San Gaetano da Thiene, di Giovan Battista Crespi detto Il Cerano, dipinto del primo decennio del secolo.

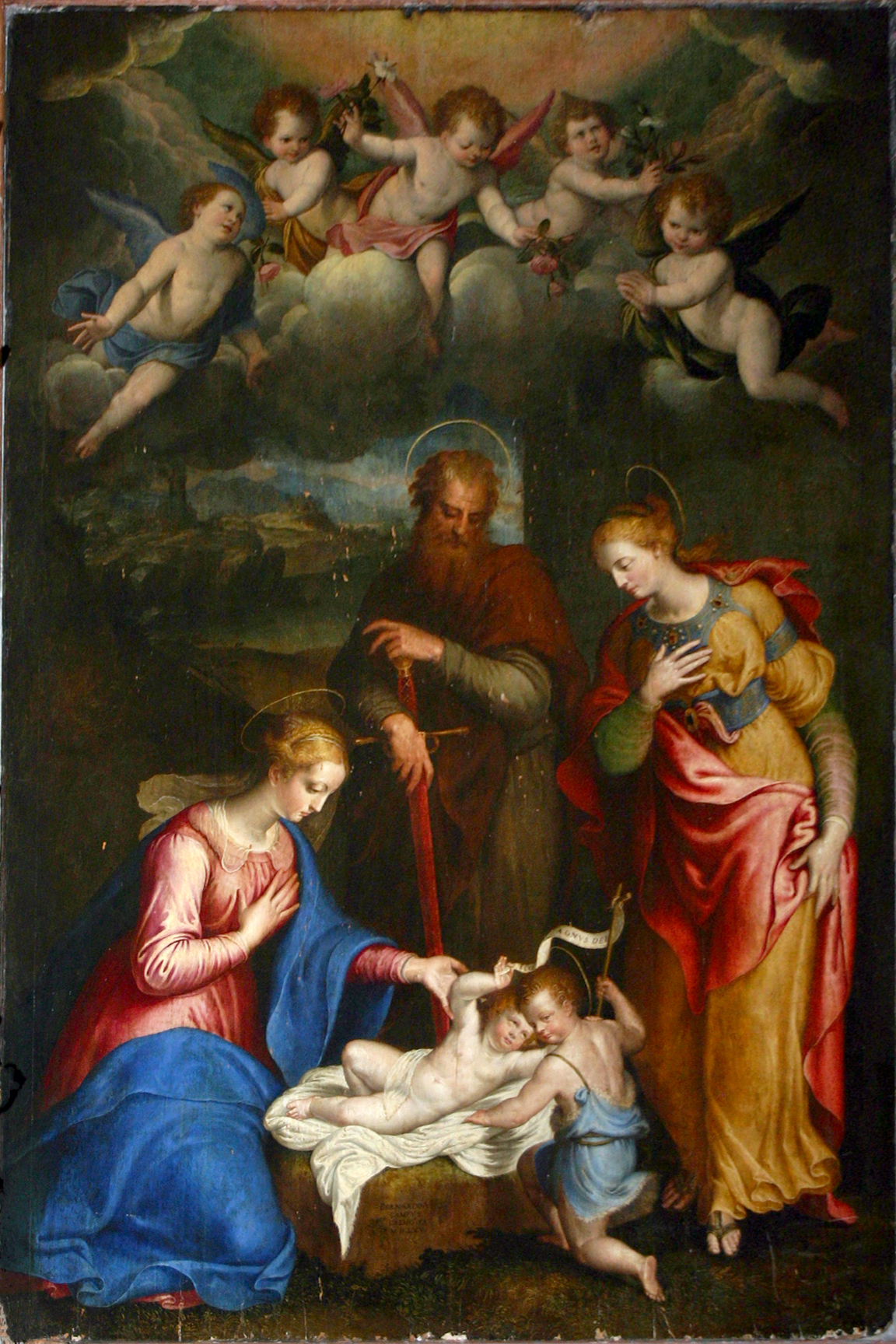
B. Campi e C. Procaccini, Madonna e santi
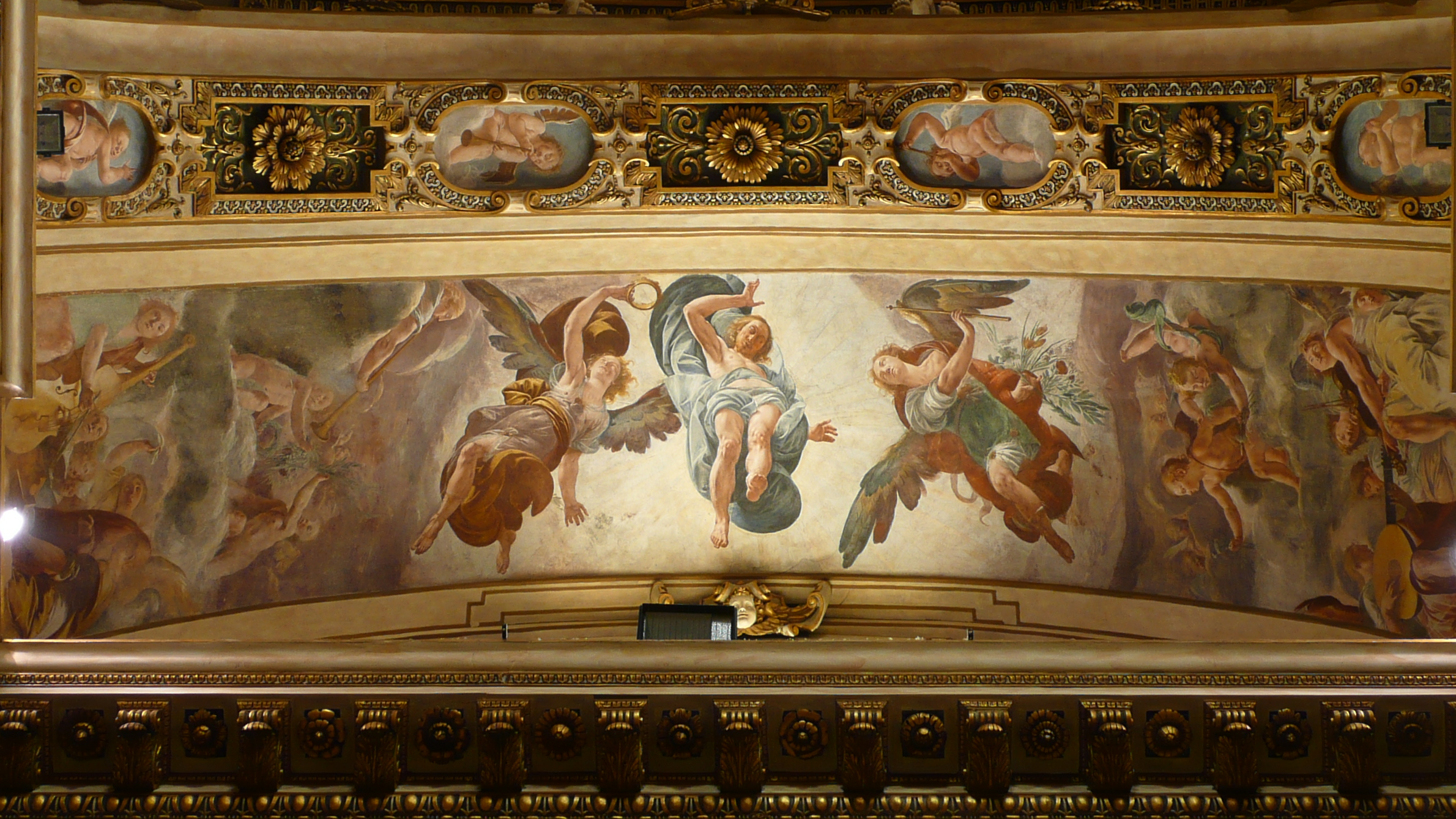
Tanzio da Varallo, volta dell'Ascensione
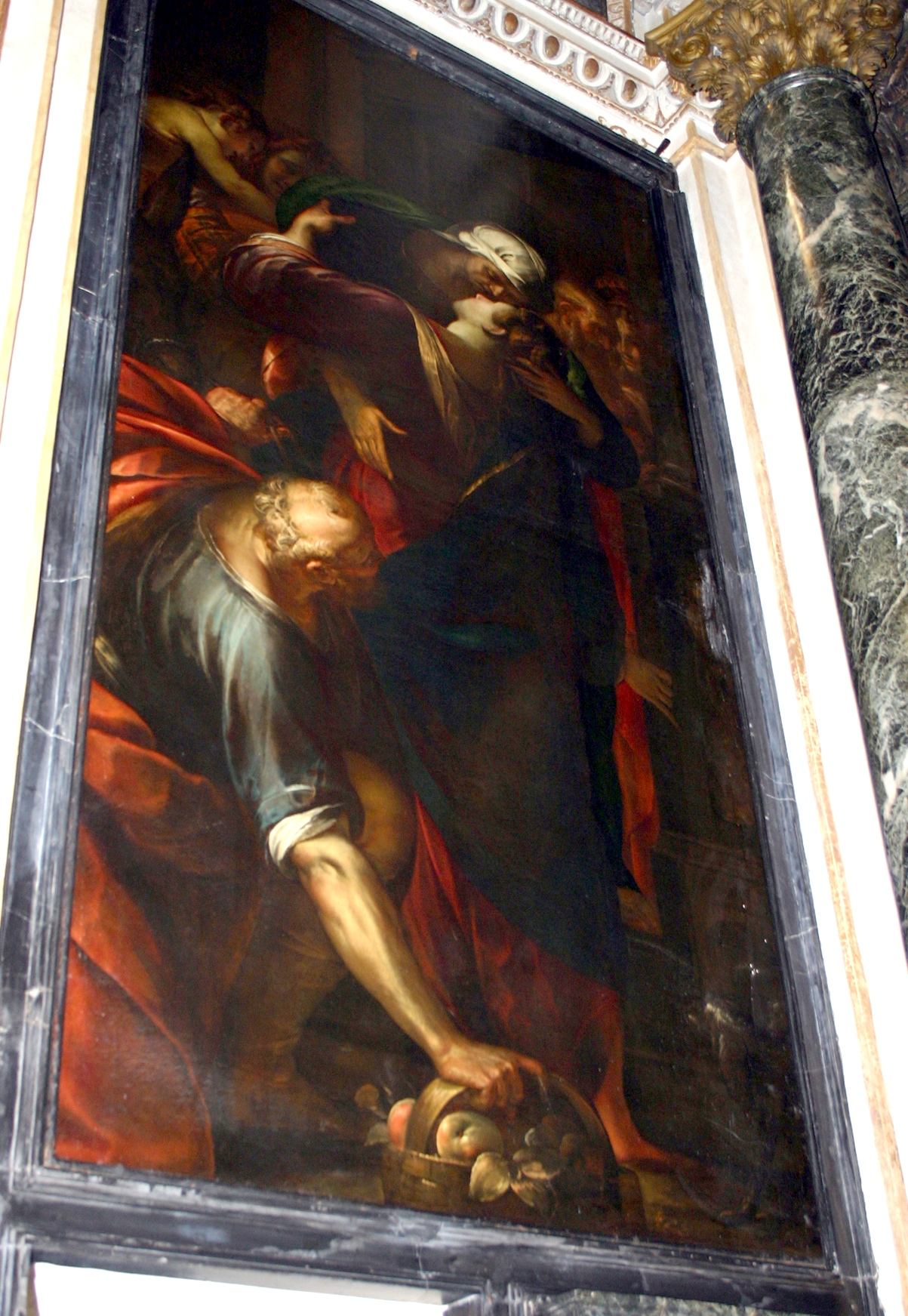
Gulio Cesare Procaccini, Visitazione
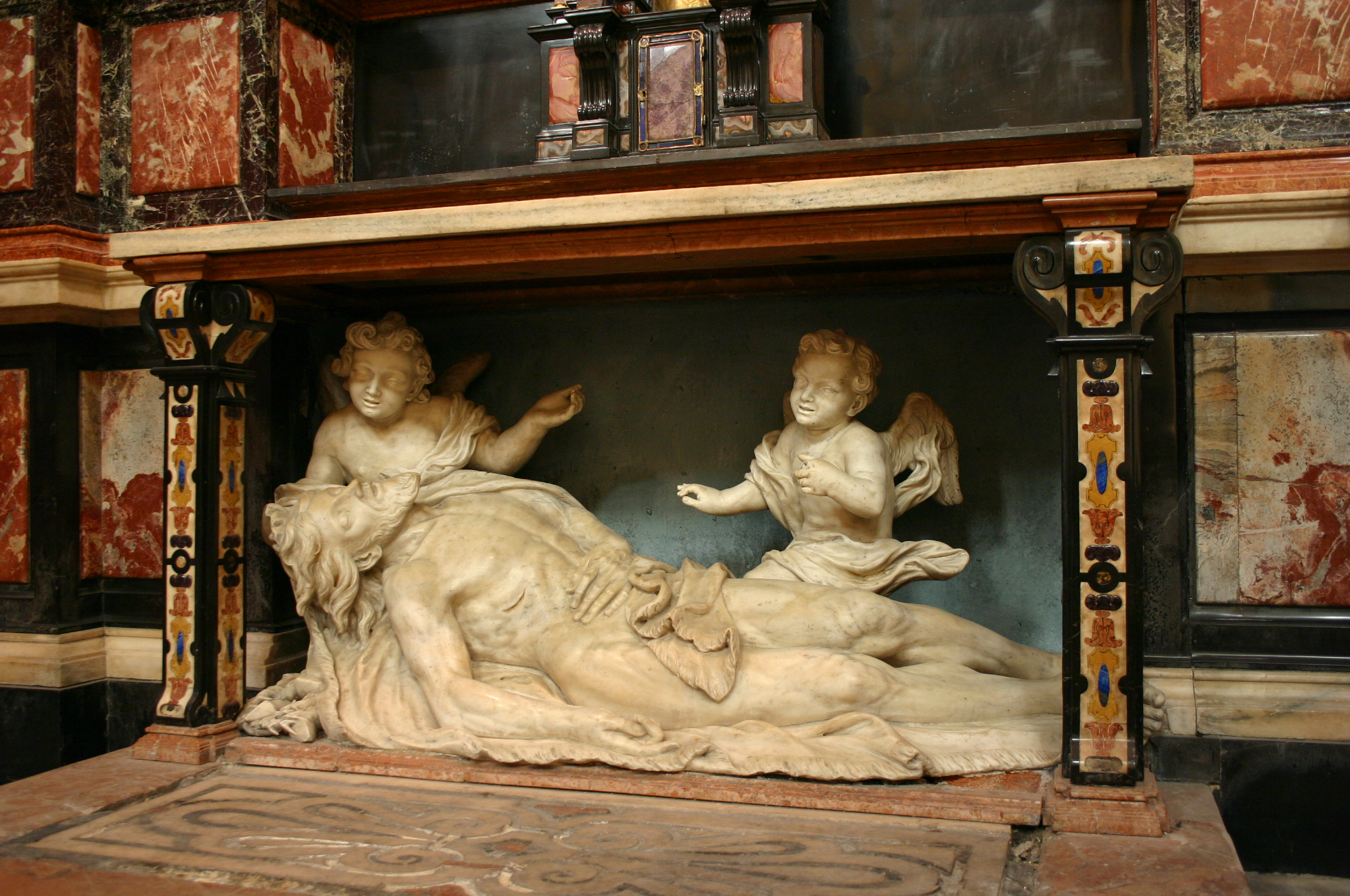
Giuseppe Rusnati, Cristo morto
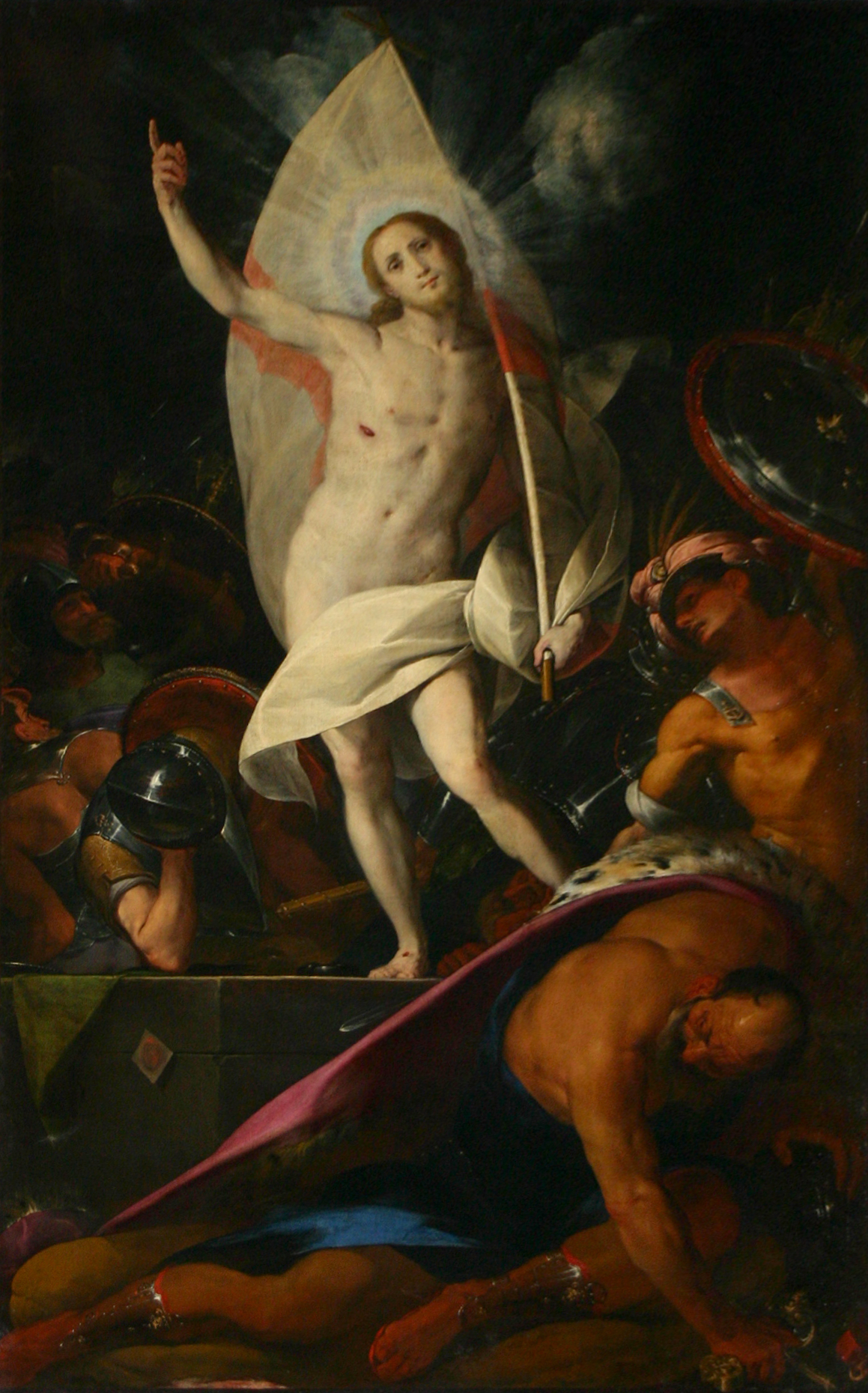
Cerano, Resurrezione

### Organo a canne

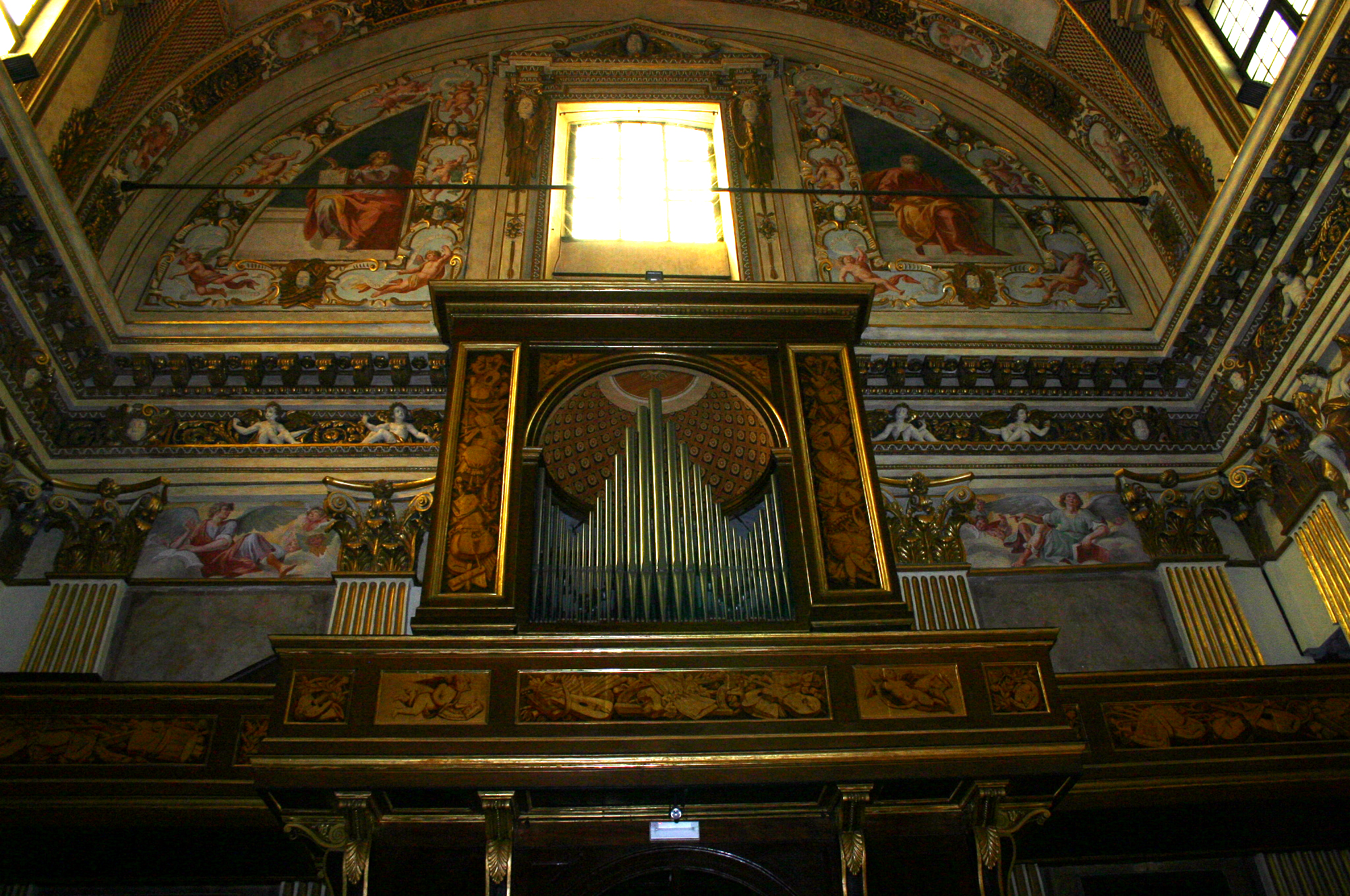
L'organo a canne

Sulla cantoria lignea in controfacciata, si trova l'organo a canne opus 106 dell'organaro monzese Livio Tornaghi, costruito nel 1865. Lo strumento, realizzato in sostituzione di un precedente organo del 1806, opera di Paolo Chiesa, è stato restaurato e modificato una prima volta da Giovanni Bernasconi alla fine del XIX secolo e una seconda nel 2006 dalla ditta organaria cremasca Inzoli.
L'organo è a trasmissione integralmente meccanica, con un'unica tastiera di 58 note ed una pedaliera dritta di 17, entrambe con prima ottava cromatica estesa; la spezzatura tra bassi e soprani è a Si2/Do3. La cassa lignea dipinta e dorata si apre al centro con la mostra, composta da 29 canne del registro di principale disposte in un'unica cuspide con ali laterali, racchiusa entro una nicchia con decorazione a cassettoni.

### Opere
- Ludovico Carracci: Natività
- Tanzio da Varallo: Cristo risorto (affresco)
- Giovanni Battista Crespi detto il Cerano: San Gaetano da Thiene